# 不列顛嶺
80°05′S 158°00′E / 80.083°S 158.000°E
不列顛嶺（英語：Britannia Range）是南極洲的山脈，北面以哈瑟頓冰川和達爾文冰川為界，南面以伯德冰川為限，該冰川由羅伯特·斯科特帶領的英國探險隊發現。